# 日利然卡河
日利然卡河（烏克蘭語：Жильжанка），是烏克蘭西北部的河流，屬於戈倫河的右支流。該河發源自沃洛什基以北，流經里夫內州的里夫內區，河道全長17公里。